# Lubník
Lubník (německy Lußdorf) je malá obec v okresu Ústí nad Orlicí v Pardubickém kraji. Leží na moravské straně historické česko-moravské zemské hranice. Nejbližší město je Lanškroun, vzdálený asi 4,5 kilometru severozápadním směrem. Lubník se rozkládá v jen málo zvlněné krajině na východě Podorlické pahorkatiny, v nadmořské výšce přibližně 370 metrů; protéká jím Lubnický potok, jeden z drobnějších levých přítoků Moravské Sázavy. Žije zde 364 obyvatel. Osu sídla představuje silnice II/315.

## Název
Doklady do poloviny 15. století ukazují starší podobu českého jména Lubno, od konce 15. století je doložena podoba Lubník. Základem obou podob bylo přídavné jméno lubný, které označovalo místo nějak charakteristické hojností stromové kůry (staré lub - "kůra stromu"). Vesnice měla souběžné (s českým nesouvisející), od 14. století doložené německé jméno Ludwigsdorf ("Ludvíkova ves"), které se postupně zkrátilo na Lussdorf.

## Historie
První písemná zmínka o obci pochází z roku 1267, kdy patřila k panství Moravská Třebová, později obec patřila pod panství zábřežské. K roku 1351 je v zemských deskách zaznamenána podoba názvu Ludwicivilla.
Fara je v obci uváděna už k roku 1350, kostel k roku 1344. V roce 1710 vyhořel dřevěný kostel, stavba nového proběhla roku 1835. Hřbitov byl zřízen 1909. Škola (dvojtřídka) postavena 1882, 1889 zřízen sbor dobrovolných hasičů.

## Obyvatelstvo
| Rok            | 1869 | 1880 | 1890 | 1900 | 1910 | 1921 | 1930 | 1950 | 1961 | 1970 | 1980 | 1991 | 2001 | 2011 | 2021 |
| -------------- | ---- | ---- | ---- | ---- | ---- | ---- | ---- | ---- | ---- | ---- | ---- | ---- | ---- | ---- | ---- |
| Počet obyvatel | 552  | 516  | 492  | 533  | 482  | 444  | 437  | 299  | 372  | 342  | 336  | 332  | 288  | 323  | 363  |
| Počet domů     | 92   | 93   | 91   | 92   | 94   | 94   | 92   | 80   | 70   | 69   | 75   | 91   | 90   | 104  | 115  |

## Obecní správa
V letech 1850–1869 k obci patřily Mistrovice.

### Obecní symboly
Znak a vlajka byly obci uděleny rozhodnutím předsedy Poslanecké sněmovny Parlamentu České republiky dne 20. ledna 2005.

## Pamětihodnosti
- Kostel svatého Petra a Pavla, na návsi